# 굿 럭!!
《굿 럭!!》(GOOD LUCK!!, 일본어: グッドラック)은 TBS의 일요극장 드라마로, 2003년 1월 19일부터 3월 23일까지 방영된 텔레비전 드라마이다.
모두 10화로 구성되어 있다. 평균 시청률은 30.6%, 최고 시청률은 37.6%.

## 내용
전일본공수의 신참 국제선 부조종사인 신카이 하지메(기무라 타쿠야)를 중심으로, 어릴 적의 아픔으로 항공기 정비사가 된 오가와 아유미(시바사키 코우), 그리고 과거의 사고로 인해 냉정한 운항감사관이 된 코우다 가즈키(츠츠미 신이치)와 그를 바라보며 마음 아파하는 CA 토가시 노리코(쿠로키 히토미), 그들과 항공인으로서의 삶의 애환을 그린 휴머니즘 드라마이다.

## 시청률
평균시청률 30.4%를 기록했다.
1996년 이후 일본 드라마 역대 시청률 4위이다.

## 수상
수상내역은 다음과 같다.
- 제36회 일본 TV 드라마 아카데미상 (남우조연상, 타이틀팩상)
- 2003년 닛칸 스포츠 그랑프리 (작품상, 남우주연상)

## 주요 등장인물 및 극중직업
- 키무라 타쿠야 - 신카이 하지메 (29세) - 전일본공수 국제선 부기장
- 츠츠미 신이치 - 코우다 카즈키 (40세) - 전일본공수 국제선 기장 및 운항감사실장
- 시바사키 코우 - 오가와 아유미 (24세) - 전일본공수 플라이트 미케닉
- 우치야마 리나 - 후카우라 우라라 (23세) - 전일본공수 객실 승무원
- 윤손하 - 박미숙 (27세) - 의문의 여인. 신카이(극중 기무라 타쿠야)의 옆집에사는 한국인. 중화항공 승무원.
- 카토 타카코 - 하라다 미와코 (32세) - 전일본공수 객실 승무원
- 카나메 준 - 아베 타카유키 (26세) - 오가와 아유미(극중 시바사키 코우)의 전일본공수 치프 플라이트 미케닉
- 이치카와 미와코 - 오가와 카오리 (26세) - 오가와 아유미의 친언니. 직업은 간호사
- 나카오 아키요시 - 신카이 마코토 (16세) - 신카이의 친동생
- 아즈미 신이치로 - 아즈미 류지로 (29세) - 실제 TBS방송국의 아나운서로 굿럭에서는 전일본공수 부기장
- 쿠로키 히토미 - 토가시 노리코 (38세) - 전일본공수 객실 사무장
- 단타 야스노리 - 오오타 켄타로 (45세) - 전일본공수 객실 사무장
- 이카리야 쵸스케 - 신카이 료지 (60세) - 신카이의 아버지
- 다케나카 나오토 - 나이토 제인 (45세) - 전일본공수 기장

## 소품의 인기
실제 비행기를 오가며 촬영하였다.

## 방송일 및 시청률
| 제목         | 방송일          | 부제                    | 연출            | 시청률 |
| ------------ | --------------- | ----------------------- | --------------- | ------ |
| FLIGHT #01   | 2003년 1월 19일 | 열혈 파일럿 하늘을 날다 | 도이 노부히로   | 31.6%  |
| FLIGHT #02   | 2003년 1월 26일 | 근신처분                | 도이 노부히로   | 27.5%  |
| FLIGHT #03   | 2003년 2월 2일  | 긴급착륙                | 후쿠자와 가츠오 | 28.6%  |
| FLIGHT #04   | 2003년 2월 9일  | 구출작전                | 히라노 슌이치   | 27.6%  |
| FLIGHT #05   | 2003년 2월 16일 | 니어 미스               | 도이 노부히로   | 30.9%  |
| FLIGHT #06   | 2003년 2월 23일 | 야간비행                | 히라노 슌이치   | 28.2%  |
| FLIGHT #07   | 2003년 3월 2일  | 안녕 하늘               | 후쿠자와 가츠오 | 28.9%  |
| FLIGHT #08   | 2003년 3월 9일  | WANTED                  | 도이 노부히로   | 29.7%  |
| FLIGHT #09   | 2003년 3월 16일 | 약속을 지키다           | 후쿠자와 가츠오 | 33.5%  |
| FINAL FLIGHT | 2003년 3월 23일 | 파이널 플라이트         | 도이 노부히로   | 37.6%  |

시청률은 비디오 리서치(간토 지방) 조사 기준.

## 같이 보기
- 어텐션 플리즈 (후지 TV)
- 해피 플라이트